# Хшанув (гмина, Янувский повет)
Хшанув (пол. Chrzanów) — сельская гмина (волость) в Польше, входит как административная единица в Яновский повет, Люблинское воеводство. Население — 3165 человек (на 2004 год).

## Сельские округа
1. Хшанув
2. Хшанув-Колёня
3. Лада
4. Малине
5. Отроч

## Соседние гмины
1. Гмина Дзволя
2. Гмина Годзишув
3. Гмина Горай
4. Гмина Туробин
5. Гмина Закшев